# Futurista
Futurista – drugi album zespołu Pidżama Porno, wydany w 1990 roku nakładem poznańskiej wytwórni MAMI Tapes. Marcin Świetlicki określił ten album jako „cudownie odnaleziony, brakujący łańcuszek w polskim rocku”.
Na reedycji albumu z 1996 roku (wyd. MAMI Tapes) zamieszczono kilka dodatkowych („bonusowych”) utworów, pochodzących z nagrań demo do płyty Ulice jak stygmaty:

## Lista utworów
Listę tytułów opracowano na podstawie zdjęć okładki reedycji CD nr kat. MAMI 008.
Czas trwania ścieżek na podstawie informacji zamieszczonych w Archiwum Polskiego Rocka.
Muzyka i słowa: Krzysztof „Grabaż” Grabowski, o ile nie zaznaczono inaczej.
| 1 .  | „Gnijąca modelka w TAXI”                                                                                    | 3:31    |
|      | |         |
| 2 .  | „Miejscy partyzanci”                                                                                        | 2:31    |
|      | muzyka: Grabaż i Kozak [1]                                                                                  |         |
| 3 .  | „Hymn pokoju”                                                                                               | 4:21    |
|      | tekst: Stanisław Młodożeniec [1]                                                                            |         |
| 4 .  | „Strzelaj lub emigruj”                                                                                      | 2:49    |
|      | |         |
| 5 .  | „Kilka zdań o Hitlerjugend”                                                                                 | 2:17    |
|      | |         |
| 6 .  | „Permanentna rewolucja”                                                                                     | 2:19    |
|      | |         |
| 7 .  | „News from Tienanmen”                                                                                       | 2:50    |
|      | |         |
| 8 .  | „Kocięta i szczenięta”                                                                                      | 5:16    |
|      | |         |
| 9 .  | „Co za dzień”                                                                                               | 4:01    |
|      | |         |
| 10 . | „Maszerujemy naprzód (Odlotowa Dorota)”                                                                     | 2:44    |
|      | |         |
| 11 . | „Pasażer”                                                                                                   | 3:01    |
|      | cover utworu „The Passenger” z repertuaru Iggy’ego Popa[1] muzyka: Rick Gardiner[5] polski tekst: Grabaż[1] |         |
| 12 . | „Film o końcu świata”                                                                                       | 3:13    |
|      | |         |
| 13 . | „Ulice jak stygmaty”                                                                                        | 5:06    |
|      | „Piosenki bonusowe:”                                                                                        |         |
| 14 . | „Lewą marsz”                                                                                                | 3:20    |
|      | |         |
| 15 . | „Ballada o krwi prawdziwej”                                                                                 | 3:23    |
|      | |         |
| 16 . | „Kiedy praży się Paryż”                                                                                     | 3:11    |
|      | |         |
| 17 . | „Browarne bulwary”                                                                                          | 4:37    |
|      | |         |
| 18 . | „Trzymając się za ręce”                                                                                     | 2:30    |
|      | |         |
| 19 . | „Tak jak teraz jest”                                                                                        | 3:14    |
|      | |         |
| 20 . | „Katarzyna ma katar”                                                                                        | 3:56    |
|      | |         |
| 21 . | „Welwetowe swetry”                                                                                          | 3:48    |
|      | |         |
|      | | 1:11:58 |
|      | |         |

## Wykonawcy
- Krzysztof "Grabaż" Grabowski - śpiew
- Andrzej "Kozak" Kozakiewicz - gitara elektryczna, chórki
- Bartosz "Ropuch" Ciepłuch - gitara elektryczna (utwory 14-21)
- Julian "Julio" Piotrowiak - gitara basowa (utwory 1-13)
- Rafał "Kuzyn" Piotrowiak - perkusja
- Piotr Filary - gitary, instrumenty klawiszowe, sampler

oraz gościnnie:
- Kasia Nosowska - chórki („Pasażer” i „Ulice jak stygmaty”)
- Lenin - chórki („Kocięta i szczenięta”)
- Rysiek Sarbak - trąbka („Maszerujemy naprzód” i „Pasażer”)
- Fiolet - saksofon („Maszerujemy naprzód”)